# آئو تاناکا
آئو تاناکا (انگلیسی: Ao Tanaka؛ زادهٔ ۱۰ سپتامبر ۱۹۹۸) بازیکن فوتبال اهل ژاپن است.که در باشگاه فوتبال فورتونا دوسلدورف در پست هافبک بازی می کند.
از باشگاه‌هایی که در آن بازی کرده‌است می‌توان به باشگاه فوتبال کاوازاکی فرونتال اشاره کرد.